# Flàvia Maximiana Fausta
Flàvia Maximiana Fausta (en llatí Flavia Maximiana Fausta) (Roma, 289-326), era filla de Maximià Herculi i d'Eutròpia i es va casar l'any 307 amb Constantí el Gran amb el que va tenir Constantí II, Constanci II i Constant. Va exercir forta influència sobre el seu marit, ja que li havia salvat la vida al revelar un complot que preparava el seu pare, que va morir a Tars del disgust pel seu fracàs.
Va semblar llavors més una fidel esposa que una filla lleial. Però també va començar a guanyar fama de mala madrastra, ja que va ser acusada de convèncer a Constantí que ordenés matar el seu fill Crisp, que l'emperador havia tingut amb la seva primera dona. Quan la veritat es va saber mercès a Helena, l'àvia de Fausta, el seu marit va ordenar matar-la tancant-la en un bany i escalfant l'aigua molt per damunt de la temperatura normal, fins que va morir ofegada i cremada en aigua bullent, segurament l'any 326.
Zòsim s'inclina per acusar de la mort de Crisp i de Fausta a Constantí, però altres autors acusen a l'emperadriu de relacions incestuoses amb Crisp, i que la seva promiscuïtat va ser la causa de la seva mort. Però la veritat no se sap ni és probable que s'arribi a saber degut als contradictoris informes dels historiadors de l'època.